# Lee Bo-young
Dans ce nom coréen, le nom de famille, Lee, précède le nom personnel.
Lee Bo-young, née le 12 janvier 1979 à Séoul, est une actrice sud-coréenne.

## Biographie

### Jeunesse et études
Fille unique, Lee Bo-young a étudié la littérature coréenne à Seoul Women's University. À l'origine, elle rêvait de devenir une présentatrice de nouvelles. Elle a été l'une des 15 finalistes à avoir participé à la campagne de recrutement annuelle organisé par la chaîne MBC en 2002. Elle abandonne ce projet et se tourne vers le mannequinat. Exclusivement, elle est choisie comme mannequin de publicité pour Asiana Airlines. 

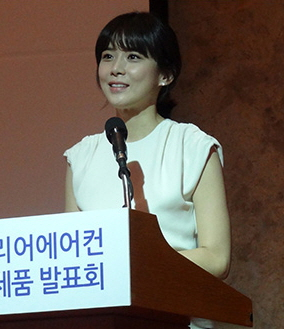
Lee Bo-young en janvier 2013.

### Élection Miss Corée 2000
Élue Miss Corée Daejeon Chungnam 2000, Lee Bo-young succède à Kim Yeon-joo, Miss Korea Daejeon Chungnam 1999. Le 28 mai 2000, elle participe à l'élection de Miss Corée à Jongno-gu au Sejong Center for the Performing Arts mais elle ne remporte pas de titre.
Ses dauphines :
- 1re dauphine : Roh Ga-young
- 2e dauphine : Son Min-ji

### Carrière cinématographique
Lee Bo-young commence sa carrière d'actrice en 2003 en jouant des petits rôles jusqu'en 2004, où elle joue le rôle de Yoo Yeo-kyung, son premier second rôle dans la série télévisée People of the Water Flower Village. Ensuite, elle incarne le rôle de Yoon Soo-jin, la fiancée de Kang Hyun-woo dans la série télévisée Save the Last Dance for Me.
En 2005, elle joue son premier rôle dans la série télévisée My Sweetheart, My Darling où elle joue le rôle de Yoo In-young, épouse de son camarade de classe, Ki-jun marié malgré les pressions sociales et familiales pour être tombée enceinte et qui est contrainte de divorcer.
En 2009, elle incarne le rôle de Cream, une orpheline amoureuse d'un riche dentiste et marié dans le film More Than Blue réalisé par le poète Won Tae-yeon. Elle investit avec les deux acteurs principaux Kwon Sang-woo et Lee Beom-soo une partie de son salaire dans la production du film.
En 2013, Lee Bo-young interprète le personnage principal dans la série télévisée familiale My Daughter Seo-young, où elle joue le rôle de Lee Seo-young, sœur jumelle de Lee Sang-woo qui ne s'entend plus avec son père, dépendant au jeu qui a conduit à la mort de sa mère. La série a été le plus gros succès encore de sa carrière. Ensuite, elle incarne dans le rôle de Jang Hye-sung, une avocate insouciante qui avait témoignée pour le meurtre du père de Park Soo-ha dans la série télévisée I Can Hear Your Voice.

### Engagement humanitaire et sociale
En novembre 2008, Lee Bo-young est nommée ambassadrice de bonne volonté dans le Fonds des Nations unies pour l'enfance (UNICEF). Ensuite,  elle participe  à divers événements de charité, en faisant du bénévolat en Mongolie et en participant à des campagnes de publicité pour un environnement propre.
Active dans la protection environnementale, le Service des forêts de Corée l'élue comme ambassadrice de la convention des Nations unies sur la lutte contre la désertification lors d'une manifestation au centre des congrès COEX à Séoul le 24 juin 2011,.

### Vie privée
Le 27 septembre 2013, Lee Bo-young se marie avec l'acteur Ji Sung, son partenaire dans la série télévisée Save the Last Dance for Me après avoir entamé une relation depuis 2007. Ils se sont mariés à Aston House, à l'hôtel W Seoul Walkerhill.

## Filmographie

### Cinéma
- 2004 : My Brother (우리형) de Ahn Kwon-tae : Mi-ryung
- 2006 : A Dirty Carnival (비열한 거리) de Yoo Ha : Hyun-joo
- 2008 : Once Upon a Time (원스 어폰 어 타임) de Jeong Yong-ki : Haruko / Choon-ja
- 2009 : More Than Blue (슬픔보다 더 슬픈 이야기) de Won Tae-yeon : Eun-won / Cream
- 2009 : I Am Happy (나는 행복합니다) de Yoon Jong-chan : Soo-kyung

### Télévision

#### Séries télévisées
- 2003 : Escape from Unemployment (백수탈출) : Cha Mi-rim
- 2003 : Long Live Love (애정만세) : Se-ryung
- 2004 : People of the Water Flower Village (물꽃마을 사람들) : Yoo Yeo-kyung
- 2004 : Jang Gil-san (장길산) : Kwi-rye
- 2004 : Save the Last Dance for Me (마지막 춤은 나와 함께) : Yoon Soo-jin
- 2005 : Encounter (해후) : Choi Eom-ji
- 2005 : My Sweetheart, My Darling (어여쁜 당신) : Yoo In-young
- 2005 : Ballad of Seo Dong (서동요) : Princesse Seonhwa
- 2006 : Mr. Goodbye (미스터 굿바이) : Choi Young-in
- 2006 : Queen of the Game (게임의 여왕) : Kang Eun-seol
- 2010 : Becoming a Billionaire (부자의 탄생)	: Lee Shin-mi
- 2010 : Harvest Villa (위기일발 풍년빌라) : Yoon Seo-rin
- 2010 : Athena : Goddess of War (아테나: 전쟁의 여신) : Jo Soo-young (épisodes 3-5)
- 2011 : Hooray for Love (애정만만세) : Kang Jae-mi
- 2012 : Man from the Equator (적도의 남자) : Han Ji-won
- 2012 : My Daughter Seo-young (내 딸 서영이) : Lee Seo-young
- 2013 : I Can Hear Your Voice (너의 목소리가 들려) : Jang Hye-sung
- 2014 : God's Gift - 14 Days (신의 선물 - 14일) : Kim Soo-hyun
- 2014 : Pinocchio (피노키오) : Hye Sung (caméo, épisode 3)
- 2017 : Whisper (귓속말) : Shin Young-joo
- 2018 : Mother (마더) : Kang Su-jin
- 2020 : When My love blooms : Ji-Soo

### Émissions
- 2007 : Invitée dans l'émission She's Olive - Lee Bo-young from Grasse to Paris sur O'live TV.
- Dimanche 21 avril 2013 : Invitée en compagnie de Lee Sang-yoon dans l'émission de variétés Running Man sur SBS (épisode 142)
- Mardi 31 décembre 2013 : Maître de cérémonie aux côtés de Kim Woo-bin et Lee Hwi-jae aux SBS Drama Awards 2013 sur SBS.
- Lundi 10 mars 2014 : Invitée en compagnie de Ji Sung dans le talk show Healing Camp, Aren't You Happy sur SBS (épisode 130-131)

## Clips musicaux
- 2010 : Crying, Calling.. (울고, 불고) de Zi-A feat. 4Men
- 2011 : Someday... And (썸데이 ...그리고) de 8eight

## Distinctions
Cette section récapitule les principales récompenses et nominations obtenues par Lee Bo-young. Pour une liste plus complète, se référer à l'Internet Movie Database.
| Année | Cérémonie                     | Pays                       | Résultat | Prix                                                 | Film                                                      |
| ----- | ----------------------------- | -------------------------- | -------- | ---------------------------------------------------- | --------------------------------------------------------- |
| 2005  | SBS Drama Awards              | Drapeau de la Corée du Sud | Remporté | Prix de la nouvelle star                             | Ballad of Seodong (2005)                                  |
| 2005  | KBS Drama Awards              | Drapeau de la Corée du Sud | Remporté | Meilleure nouvelle actrice                           | My Sweetheart, My Darling (2005)                          |
| 2006  | 14e Chunsa Film Art Awards    | Drapeau de la Corée du Sud | Remporté | Meilleure nouvelle actrice                           | A Dirty Carnival (2006)                                   |
| 2006  | SBS Drama Awards              | Drapeau de la Corée du Sud | Remporté | Top 10 des stars                                     | Queen of the Game (2006)                                  |
| 2006  | KBS Drama Awards              | Drapeau de la Corée du Sud | Proposé  | Prix d'excellence, actrice                           | Mr. Goodbye (2006)                                        |
| 2007  | 3e Andre Kim Best Star Awards | Drapeau de la Corée du Sud | Remporté | Prix de la star féminine                             |                                                           |
| 2008  | 44e Baeksang Arts Awards      | Drapeau de la Corée du Sud | Proposé  | Meilleure nouvelle actrice                           | Once Upon a Time (2008)                                   |
| 2009  | 4e Andre Kim Best Star Awards | Drapeau de la Corée du Sud | Remporté | Prix de la star féminine                             |                                                           |
| 2010  | KBS Drama Awards              | Drapeau de la Corée du Sud | Proposé  | Prix d'excellence, actrice dans un drama mi-long     | Becoming a Billionaire (2010)                             |
| 2011  | MBC Drama Awards              | Drapeau de la Corée du Sud | Remporté | Prix d'excellence, actrice dans une mini-série       | Hooray for Love (2011)                                    |
| 2012  | KBS Drama Awards              | Drapeau de la Corée du Sud | Proposé  | Top prix d'excellence, actrice                       | My Daughter Seo-young (2012) Man from the Equator (2012)  |
| 2012  | KBS Drama Awards              | Drapeau de la Corée du Sud | Remporté | Prix d'excellence, actrice dans un drama mi-long     | Man from the Equator (2012)                               |
| 2012  | KBS Drama Awards              | Drapeau de la Corée du Sud | Proposé  | Prix d'excellence, actrice dans une série dramatique | My Daughter Seo-young (2012)                              |
| 2012  | KBS Drama Awards              | Drapeau de la Corée du Sud | Remporté | Meilleur couple partagé avec Lee Sang-yoon           | My Daughter Seo-young (2012)                              |
| 2013  | 49e Baeksang Arts Awards      | Drapeau de la Corée du Sud | Proposé  | Meilleure actrice à la télévision                    | My Daughter Seo-young (2012)                              |
| 2013  | 7e Mnet 20's Choice Awards    | Drapeau de la Corée du Sud | Proposé  | 20's Drama Star - Femme                              | My Daughter Seo-young (2012) I Can Hear Your Voice (2013) |
| 2013  | 6e Korea Drama Awards         | Drapeau de la Corée du Sud | Remporté | Grand prix (Daesang)                                 | My Daughter Seo-young (2012) I Can Hear Your Voice (2013) |
| 2013  | 6e Korea Drama Awards         | Drapeau de la Corée du Sud | Remporté | Meilleur couple partagé avec Lee Jong-suk            | I Can Hear Your Voice (2013)                              |
| 2013  | 6e Style Icon Awards          | Drapeau de la Corée du Sud | Proposé  | Top 10 des icônes de style                           | I Can Hear Your Voice (2013)                              |
| 2013  | 2e APAN Star Awards           | Drapeau de la Corée du Sud | Remporté | Top prix d'excellence, actrice                       | My Daughter Seo-young (2012) I Can Hear Your Voice (2013) |
| 2013  | 2e APAN Star Awards           | Drapeau de la Corée du Sud | Remporté | Meilleur couple partagé avec Lee Jong-suk            | I Can Hear Your Voice (2013)                              |
| 2013  | SBS Drama Awards              | Drapeau de la Corée du Sud | Remporté | Grand prix (Daesang)                                 | I Can Hear Your Voice (2013)                              |
| 2013  | SBS Drama Awards              | Drapeau de la Corée du Sud | Proposé  | Top prix d'excellence, actrice dans une mini-série   | I Can Hear Your Voice (2013)                              |
| 2013  | SBS Drama Awards              | Drapeau de la Corée du Sud | Remporté | Prix du producteur                                   | I Can Hear Your Voice (2013)                              |
| 2013  | SBS Drama Awards              | Drapeau de la Corée du Sud | Remporté | Top 10 des stars                                     | I Can Hear Your Voice (2013)                              |
| 2014  | 50e Baeksang Arts Awards      | Drapeau de la Corée du Sud | Remporté | Meilleure actrice à la télévision                    | I Can Hear Your Voice (2013)                              |
| 2014  | SBS Drama Awards              | Drapeau de la Corée du Sud | Proposé  | Top prix d'excellence, actrice dans une mini-série   | God's Gift - 14 Days (2014)                               |

- Pour My Daughter Seo-young, , il a eu 4 propositions de récompenses et en a remporté 3.
- Pour I Can Hear Your Voice, il a eu 3 propositions de récompenses et en a remporté 8.